# Peckia
Peckia är ett släkte av tvåvingar. Peckia ingår i familjen köttflugor.

## Dottertaxa tillPeckia, i alfabetisk ordning[1]
- Peckia abrupta
- Peckia adolenda
- Peckia aequata
- Peckia alvarengai
- Peckia alvesia
- Peckia amoena
- Peckia anatina
- Peckia anguilla
- Peckia asinoma
- Peckia aterrima
- Peckia auribarbata
- Peckia australis
- Peckia bifurcata
- Peckia brullei
- Peckia buethni
- Peckia capitata
- Peckia catiae
- Peckia chirotheca
- Peckia chrysostoma
- Peckia collusor
- Peckia concinnata
- Peckia craigi
- Peckia cubensis
- Peckia dominicana
- Peckia ecuatoriana
- Peckia enderleini
- Peckia epimelia
- Peckia florencioi
- Peckia fulvipes
- Peckia fulvivitta
- Peckia gagnei
- Peckia garleppi
- Peckia glyphis
- Peckia gulo
- Peckia hillifera
- Peckia hirsuta
- Peckia hondurana
- Peckia hugolopesiana
- Peckia incerta
- Peckia ingens
- Peckia intermutans
- Peckia keyensis
- Peckia lanipes
- Peckia lithogaster
- Peckia lutzi
- Peckia naides
- Peckia nephele
- Peckia nicasia
- Peckia nigricauda
- Peckia pallidipilosa
- Peckia pascoensis
- Peckia percussa
- Peckia perlita
- Peckia pexata
- Peckia plumipes
- Peckia praeceps
- Peckia resona
- Peckia roppai
- Peckia rubella
- Peckia smarti
- Peckia spectabilis
- Peckia stahli
- Peckia subducta
- Peckia trejosi
- Peckia tridentata
- Peckia trivittata
- Peckia uncinata
- Peckia urceola
- Peckia villegasi
- Peckia volucris